# Chalarus magnalus
Chalarus magnalus är en tvåvingeart som beskrevs av Morakote 1990. Chalarus magnalus ingår i släktet Chalarus och familjen ögonflugor. Inga underarter finns listade i Catalogue of Life.